# بيتار بوبوفيتش
بيتار بوبوفيتش (بالصربية: Пера Ј. Поповић)‏ هو مهندس معماري صربي، ولد في 23 مايو 1873 في بريليب في مقدونيا الشمالية، وتوفي في 4 فبراير 1945 في بلغراد في صربيا.